# ناهوكو أوهاشي

ناهوكو أوهاشي (مواليد 15 يوليو 1962) هي مانغاكا يابانية وكاتبة كتب فنتازيا حصلت على العديد من الجوائز.

## روابط خارجية
- ناهوكو أوهاشي على موقع ألو سيني (الفرنسية)
- ناهوكو أوهاشي على موقع ANN person (الإنجليزية)